# Peter Sauber
Peter Sauber (Zúrich, Suiza, 13 de octubre de 1943) es un ejecutivo de automovilismo suizo. Es conocido por ser fundador de Sauber Motorsport, equipo que ha competido en el Campeonato Mundial de Sport Prototipos y en Fórmula 1, entre otros.

## Carrera en el automovilismo

### Inicios
Después de ser formado como electricista, Peter Sauber pasó a ocupar el trabajo de vendedor de coches en Hinwil, Suiza. Esta fue realmente primera asociación de Sauber con el sector del automóvil, y demostró ser el catalizador para su participación en las carreras a motor. 
La conexión de Sauber con el automovilismo fue algo paradójica, dado que las carreras a motor en su país habían sido prohibidas después del Desastre de Le Mans en 1955. No obstante, pudo competir en acontecimientos de escalar colinas con un Volkswagen Beetle que había comprado, y así puso las bases para su primer proyecto como propietario de un equipo.
Después de decidirse en no dedicarse al negocio familiar del alumbrado, Peter construyó el Sauber C1 en el sótano de sus padres. Éste era un automóvil de chasis tubular, impulsado por un motor Ford Cosworth de un litro. Él posteriormente lo condujo en 1970 Suiza en el campeonato de subir colinas. También dejó la carrera durante diez años en manos de otros conductores, entre los que destaca Friedrich Hürzeler, que consiguió en 1974 la corona del campeonato con el coche. 
En 1971, Sauber entregó el asiento de piloto a Hans Kunis, que condujo el nuevo Sauber C2 el mismo modelo de serie, que el mismo Peter había hecho así el año antes.
Sauber había comenzado a ganar su propia cartera de clientes y en 1973, Sauber construyó tres chasis tipo C3 para clientes diferentes. Diseñado por Guy Boisson, el automóvil fue usado predominantemente en el Campeonato Automovilístico suizo. 
El C4 de 1975 anunció el primer chasis de aluminio desarrollado por el equipo, y Boisson gracias al diseño de Edy Wiss, finalmente sólo se produjo un C4.
El más acertado de los primeros coches de Sauber, fue el C5 que utilizaba con grandes resultados la conjunción de su motor BMW de 2 litros; pilotado por Herbert Muller en 1976 en el campeonato Interserie. 
Siendo un grupo con seis coches de competición, participaron en las legendarias 24 Horas de Le Mans, y Sauber utilizó su C5 tanto en 1977 como 1978. En el automóvil del 77 se pudo pilotar con toda su clase antes de abandonar, igual que pasó un años después.
El año 1979 marcó el final de la primera incursión de Sauber la factoría del automóvil deportivo y el inicio de preparar los chasis para coches de Lola F2. Los conductores terminaron 1-2-4 en el campeonato ese año, a uno de ellos estuvo Max Wietl, que posteriormente se unió al equipo como gerente del mismo. 

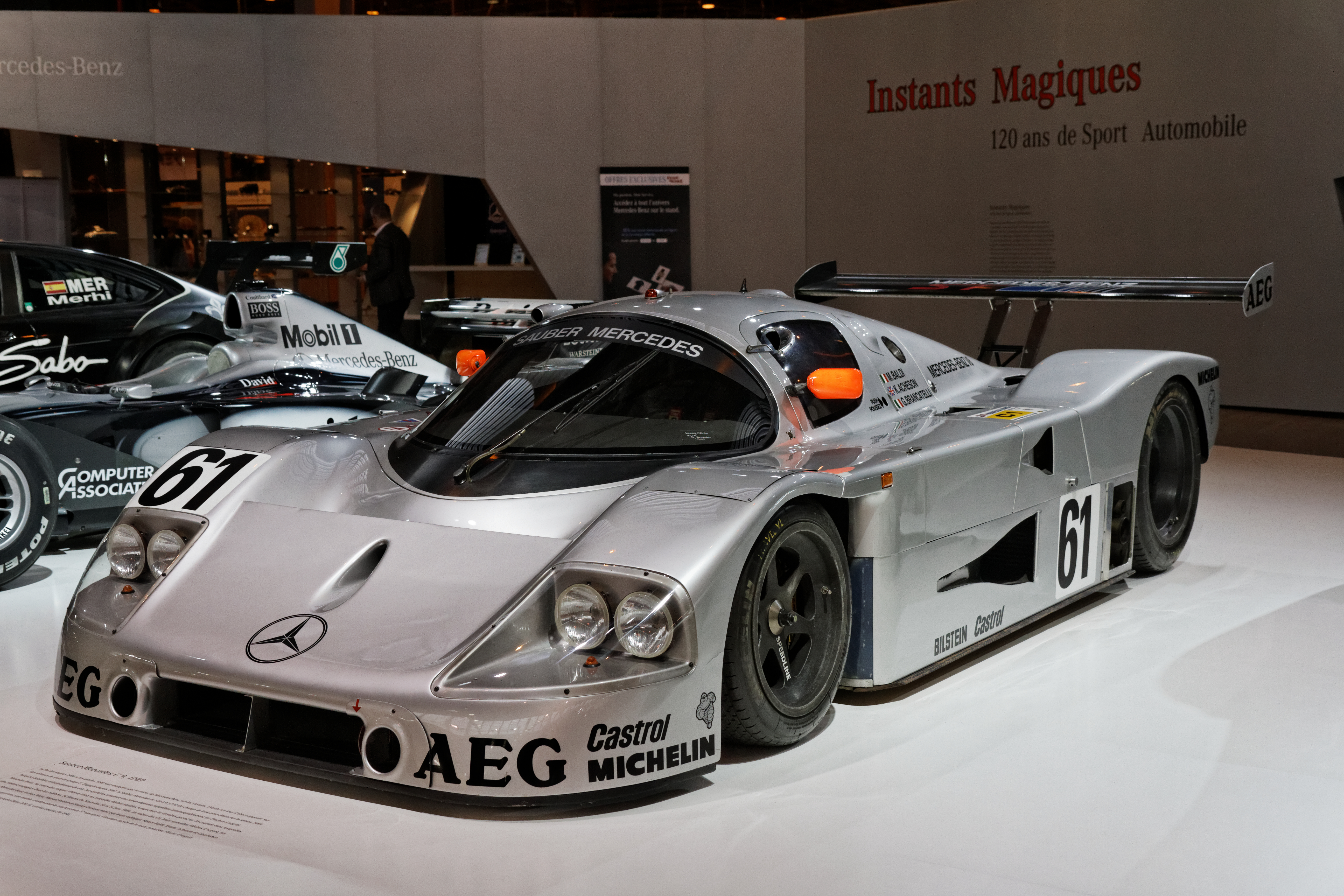
Sauber-Mercedes C9 de 1989 en exhibición.

En 1980, y 1981, Sauber y Wietl centraron sus atenciones en el desarrollo de los deportivos BMW M1, en ese último año ganó los 1000 km de Nürburgring.
En 1982, con el patrocinio de BASF, Sauber volvió a la competición a motor. El C6 fue el primer automóvil en ser probado en un túnel de viento por Sauber. Era durante estas pruebas que Sauber estrechó aún más su relación con Leo Ress, que más tarde sería esencial en el proyecto de F1. 
En 1985, la relación de equipos comenzó con Mercedes-Benz. Esta asociación de automóviles deportivos culminó en noviembre de 1991 habiendo iniciado la carrera del legendario Michael Schumacher y del protegido de Sauber Karl Wendlinger.

### Sauber en Fórmula 1

#### Primera etapa (1993-2005)
Sauber empezó entonces a tener como serio objetivo la creación de un equipo de F1. En el verano de 1991, Harvey Postlethwaite se sumó al equipo para diseñar un monoplaza de F1 y Mercedes financió una enorme nueva fábrica en Hinwil.
En noviembre de 1991 Mercedes no estaba del todo convencida con el proyecto, fue entonces cuando Sauber entró en la F1 por sí mismo en 1993, contando con los conductores Jyrki Järvilehto y Wendlinger, e impulsado por motores construidos por Ilmor, pero rebautizados como motores Sauber. Sauber realmente convenció a Mercedes para entrar en la F1 en 1994 pero un año más tarde la casa de Stuttgart se asoció con McLaren, abandonado Sauber se asoció con Ford para crear el equipo de trabajo.
Esto fue seguido con un acuerdo con la compañía petrolera malaya Petronas en 1995, creando una compañía de ingeniería llamada Sauber Petronas. Centrada en diseñar y construir motores V10. La empresa comenzó a comprar viejos motores Ferrari y cambiándolos a Sauber Petronas V10 pero el programa de motor de la F1 los rechazó en 1998. En los últimos años Sauber tuvo cierto éxito con su equipo terminando cuarto en el Mundial de 2001 y en quinto lugar en 2002 a pesar de tener un presupuesto mucho más pequeño que muchos de sus rivales.

#### Venta a BMW
A finales de 2005 Sauber vendió su equipo a BMW. El equipo fue conocido durante las cuatro siguientes temporadas como BMW Sauber y Peter ocupó un papel como consultor dentro del mismo.

#### Segunda etapa (2010-2016)

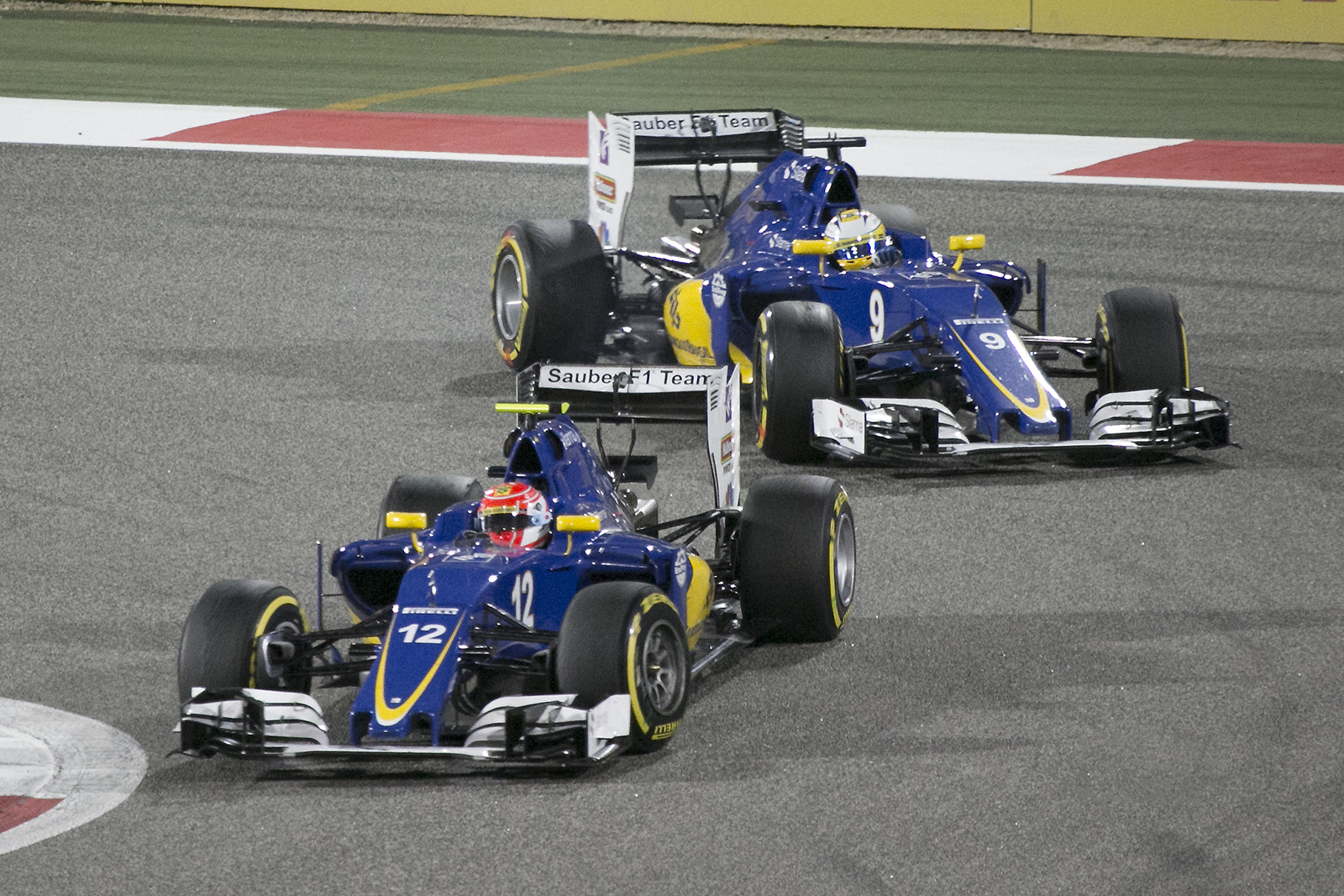
2016 fue el último año de Peter Sauber al mando del equipo.

En julio de 2009, BMW anunció su retiro del campeonato al final de la temporada. Peter Sauber trabajó con BMW para desarrollar un paquete que permitiría al equipo continuar en el deporte sin el respaldo del fabricante. La empresa Qadbak Investments Ltd. tuvo intenciones de comprar el equipo, pero las negociaciones fracasaron.
El 3 de diciembre de 2009, la FIA anunció que había confirmado la entrada de Sauber para la temporada 2010, y Sauber recuperó la propiedad del equipo. Dos años más tarde, Sauber transfirió a un tercio de su participación en el Grupo Sauber a la india Monisha Kaltenborn, CEO del equipo y su sucesor designado. En octubre, se anunció que estaba retrocediendo de la gestión diaria de su equipo, promoviendo a Kaltenborn a la posición del equipo principal, aunque manteniendo el cargo de presidente de la junta directiva del grupo.
En julio de 2016, Longbow Finance, una compañía de inversión suiza, compró Sauber Motorsport obteniendo la propiedad completa. Con esto, Peter Sauber anunció que Pascal Picci tomaría su puesto en la empresa.